# فرد هاليداي (لاعب كرة قدم)
فرد هاليداي (بالإنجليزية: Fred Halliday)‏ (19 أبريل 1880 في المملكة المتحدة - 20 مايو 1953 في المملكة المتحدة) هو مدرب كرة قدم ولاعب كرة قدم بريطاني (وحمل سابقاً جنسية المملكة المتحدة لبريطانيا العظمى وأيرلندا) في مركز الظهير. لعب مع برادفورد سيتي وبولتون واندررز ونادي إيفرتون ونادي ليفربول ونادي تشستر سيتي ونادي برادفورد بارك أفنيو.

## وصلات خارجية
- فرد هاليداي على موقع Soccerbase.com (مدرب) (الإنجليزية)